# 어사중승
어사중승(著作郎)은 한국과 중국의 과거 관직이다.
한국에서는 고려의 어사대에 속한 종4품의 벼슬로 존재했다.